# Malpartida
Malpartida – gmina w Hiszpanii, w prowincji Salamanka, w Kastylii i León, o powierzchni 10,3 km². W 2011 roku gmina liczyła 108 mieszkańców.